# Gregory Goodwin Pincus
Gregory Goodwin Pincus (sinh ngày 9 tháng 4 năm 1903 - mất ngày 22 tháng 8 năm 1967) là một nhà sinh vật học và nhà nghiên cứu người Hoa Kỳ, người đồng sáng chế ra thuốc tránh thai.
Gregory Goodwin Pincus tốt nghiệp trường Correll năm 1924, năm 1927 ông nhận được bằng tiến sĩ tại trường Đại học Havard, sau đó ông nghiên cứu tại trường Đại học Havard và Cambridge, làm giáo sư tại Clark.
Gánh nặng gia đình, những lo toan của cuộc sống thường ngày đè nặng lên đôi vai ngươì phụ nữ. Họ thường bị ức chế và sợ có thai ngoài ý muốn, bởi thế ông nghĩ sự ra đời của thuốc tránh thai sẽ khiến phụ nữ có thể quan hệ tình dục mà không sợ mang thai, tạo ra một bước ngoặt trong đời sống xã hội, giúp cho người phụ nữ có cơ hội để khẳng định lại vai trò của mình.
Thời kỳ này, con người đang phải đối mặt với sự bùng nổ dân số. Trước khi viên thuốc tránh thai ra đời thì đặt vòng tránh thai là biện pháp được các chuyên gia giới thiệu nhiều nhất, vòng tránh thai cũng an toàn và hiệu quả nên nhiều người nghĩ rằng việc điều chế viên thuốc tránh thai không thực sự quan trọng, bởi phương pháp tránh thai an toàn đã được biết trước đó. Nhưng trên thực tế đa số các phụ nữ lại có tâm lý ngần ngại với phương pháp này trong khi họ không gặp trở ngại tâm lý nào về mặt tâm lý với thuốc tránh thai. Ngay từ lần đầu thử nghiệm đầu tiên, hàng trăm phụ nữ đã cảm thấy hài lòng với biện pháp tránh thai mơí hơn là biện pháp sử dụng vòng tránh thai đã được thử nghiệm trong một thời gian dài.
Pincus với sự kết hợp tuyệt vời những hiểu biết về kỹ thuật và sự nhạy cảm khoa học, đã lập tức tìm ra những giải pháp tổng thể.
Ông gặp tiến sĩ Min Chuch Chang, một nhà nghiên cứu tại Worcester Foundation - người đang nghiên cứu về tác dụng ngăn sự rụng trứng của progesterone khi cho động vật uống loại thuốc này. Ông cũng tiếp xúc với tiến sĩ John Rock, một bác sĩ phụ khoa. Theo gợi ý của Pincus, Rock đã đưa ra phương pháp thử nghiệm cho thấy việc uống progesterone cũng có tác dụng ngăn sự rụng trứng của phụ nữ. Tuy nhiên, nghiên cứu của Rock cũng khó khăn khi uống progesterone để tránh thụ thai. Nhưng Pincus không từ bỏ ý định hy vọng tìm thấy một hợp chất khác tương tự như progesterone, nhưng tránh được nhược điểm của nó.
Tháng 9/1953, Pincus đề nghị các công ty hóa chất gửi cho ông mẫu của một số steroid tổng hợp mà họ đã sản xuất và có liên quan đến progesterone. Pincus đã thử nghiệm những hóa chất mà ông nhận được từ các công ty nọ và một trong số hóa chất norethynodrel tỏ ra đặc biệt hiệu quả.
Năm 1952, tiến sĩ Frank B. Colton - một nhà hóa sinh học làm việc tại phòng thí nghiệm Searle - tổng hợp được norethynodrel. Sau đó, Frank B. Colton được cấp bằng phát minh. Tuy nhiên, cả Colton lẫn những nhà quản lý ở G.D. Searle đều không có ý định bào chế norethynodre thành viên tránh thai.
Những thử nghiệm được tiến hành sau đó bởi một nhóm các nhà nghiên cứu do Pincus lãnh đạo đã chỉ ra rằng norethynodre sẽ có hiệu quả cao hơn nếu được dùng kết hợp một lượng nhỏ chất mestronol. Sản phẩm này cuối cùng cũng được G.D. Searle and Company tung ra thị trường dưới cái tên Enovid.
Thực tế cho thấy, không phải một mình Pincus chế ra thuốc tránh thai. Tác giả của nó là một tập thể. Frank B. Colton - người tạo ra norethynodre và các nhà hóa học khác đã đặt nền móng cho thành tựu này. Ngoài ra, những người cộng tác với Pincus như John Rock, Min Chuch Chang và tiến sĩ Celso Ramon Garcia cũng đã góp một phần quan trọng cho việc hoàn thiện nó; tiến sĩ Rice - Wray, Margaret và nhiều người khác nữa cũng có vai trò không nhỏ. Tuy nhiên, Gregory Pincus là nhân vật chính yêú.
Không chỉ là người đưa ra ý tưởng khoa học tuyệt vời, ông còn là kiến trúc sư chính, người đã tổ chức, lãnh đạo để đưa ra ý tưởng đó đến thành công. Gregory Pincus chính là người đi đầu đưa ra giải pháp giảm dân số bằng thuốc tránh thai.